# 321-ша піхотна дивізія (Третій Рейх)
321-ша піхотна дивізія (нім. 321. Infanterie-Division) — піхотна дивізія Вермахту, що входила до складу німецьких сухопутних військ у роки Другої світової війни.

## Історія
321-ша піхотна дивізія сформована 16 грудня 1940 року в XI військовому окрузі в місті Брауншвейг під час 13-ї хвилі мобілізації вермахту. Формування здійснювалося за рахунок частин 267-ї та 295-ї піхотних дивізій. У квітні 1941 року передислокована до Франції, де виконувало окупаційні та безпекові функції на захоплених територіях поздовж Ла-Маншу від Булонь-сюр-Мер до Аббвіля.
21 жовтня 1942 року дивізію переформатували та доукомплектували для виконання завдань регулярної піхотної дивізії вермахту, а в 1943 році перевели на Східний фронт до складу групи армій «Центр». Там вона була підпорядкована 9-ій армії і воювала під Жиздрою, Брянськом та Рогачовом. 2 листопада 1943 року 321-ша піхотна дивізія була розформована через колосальні втрати в живій силі та техніці при проведенні Червоної армією наступальної операції на брянському напрямку.

## Райони бойових дій
- Німеччина (грудень 1940 — квітень 1941);
- Франція (квітень 1941 — грудень 1942);
- Східний фронт (центральний напрямок) (грудень 1942 — листопад 1943).

## Командування

### Командири
- генерал-лейтенант Людвіг Левенек (нім. Ludwig Löweneck) (16 грудня 1940 — 16 листопада 1942);
- генерал-лейтенант Вільгельм Томас (нім. Wilhelm Thomas) (16 листопада 1942 — 22 серпня 1943);
- генерал-лейтенант Курт Зіверс (нім. Kurt Sievers) (22 серпня — 23 вересня 1943);
- генерал-майор Георг Цваде (нім. Georg Zwade) (23 вересня — 2 листопада 1943).

### Підпорядкованість
| Час      | Корпус         | Армія       | Група армій (округ) | Штаб            |
| -------- | -------------- | ----------- | ------------------- | --------------- |
| 1940     |                |             |                     |                 |
| грудень  | формування     |             | XI військовий округ | Брауншвейг      |
| 1941     |                |             |                     |                 |
| січень   | формування     |             | XI військовий округ | Брауншвейг      |
| травень  | XXXVII КОсПр   | 15-та армія | Група армій «D»     | Булонь-сюр-Мер  |
| 1942     |                |             |                     |                 |
| січень   | XXXVII КОсПр   | 15-та армія | Група армій «D»     | Булонь-сюр-Мер  |
| червень  | LXXXII ак      | 15-та армія | Група армій «D»     | Булонь-сюр-Мер  |
| грудень  | передислокація |             | Група армій «D»     | Булонь-сюр-Мер  |
| 1943     |                |             |                     |                 |
| січень   | LVI тк         | 4-та армія  | Група армій «Центр» | Жиздра          |
| вересень | LV ак          | 9-та армія  | Група армій «Центр» | Брянськ/Рогачов |

## Склад
| 1943                                   |
| -------------------------------------- |
| 588-й піхотний полк                    |
| 589-й піхотний полк                    |
| 590-й піхотний полк                    |
| 321-й артилерійський полк              |
| 321-й розвідувальний батальйон         |
| 321-й протитанковий дивізіон           |
| 321-й інженерний батальйон             |
| 321-те дивізійне управління постачання |
| 321-й дивізійний батальйон зв'язку     |
| 321-й резервний батальйон              |